# Anthomyza anderssoni
Anthomyza anderssoni är en tvåvingeart som beskrevs av Rohacek 1984. Anthomyza anderssoni ingår i släktet Anthomyza och familjen sumpflugor. Arten är reproducerande i Sverige. Inga underarter finns listade i Catalogue of Life.